# Umkosi Wezintaba
Les Umkhosi Wezintaba (Le Régiment des collines), les Umkosi we Seneneem (Le Régiment des Taulards), les Abas’etsheni (Le Peuple de la pierre), les Nongoloza et les Ninevites (Ninivites) étaient des gangs criminels en même temps que des mouvements de résistance formés par des Noirs au KwaZulu Natal en Afrique du Sud entre 1890 et 1920.

## Les Umkosi Wezintaba (1812-1899)
Nongoloza (né Mzuzephi Mathebula) aussi connu sous le nom de Jan Note, un Zoulou du Natal, a travaillé pour deux criminels notoires basés sur le Witwatersrand, Tyson et McDonald, les aidant à voler des diligences ou des chariots transportant les salaires des mineurs. En quittant ses deux complices, Jan Note rechercha à liguer des voleurs et des criminels zoulous de la région, et devint leur chef. L’historien Charles van Onselen note que bien que le gang des Umkosi Wezintaba ait commis principalement des crimes antisociaux, l’organisation a également travaillé à venger l’injustice perçue contre les Noirs de l'époque.

## Les Ninivites (1906–1920)
Les Ninivites furent également formés par Mzuzephi 'Nongoloza' Mathebula. Nongoloza était le pseudonyme adopté par le jeune migrant zoulou, qui avait souffert de l’injustice par le passé et qui désirait se venger pour établir une nouvelle ère. Les Ninivites étaient un gang composé d’autres jeunes hors-la-loi sud-africains à la recherche de sources de revenus grâce à diverses activités criminelles à Johannesburg. Le groupe de bandits s'est développé à travers l’Afrique du Sud, et pendant près de deux décennies le gang a dominé le crime organisé du pays. En 1920, les Ninivites furent anéantis et Nongoloza fut condamné à la prison pour tentative de meurtre en 1900.

## Sexualité
Nongoloza ordonna à ses troupes de s’abstenir de tout contact physique avec les femmes, conseillant plutôt aux hommes plus âgés de se marier au sein du régiment avec de jeunes hommes de la bande. Nongoloza témoigna en 1912 que la pratique du hlabonga avait "toujours existé". "Même lorsque nous étions en liberté sur les collines du sud de Johannesburg, certains d’entre nous avaient des femmes et d’autres avaient de jeunes hommes à des fins sexuelles". 